# Podzamecka Kopa

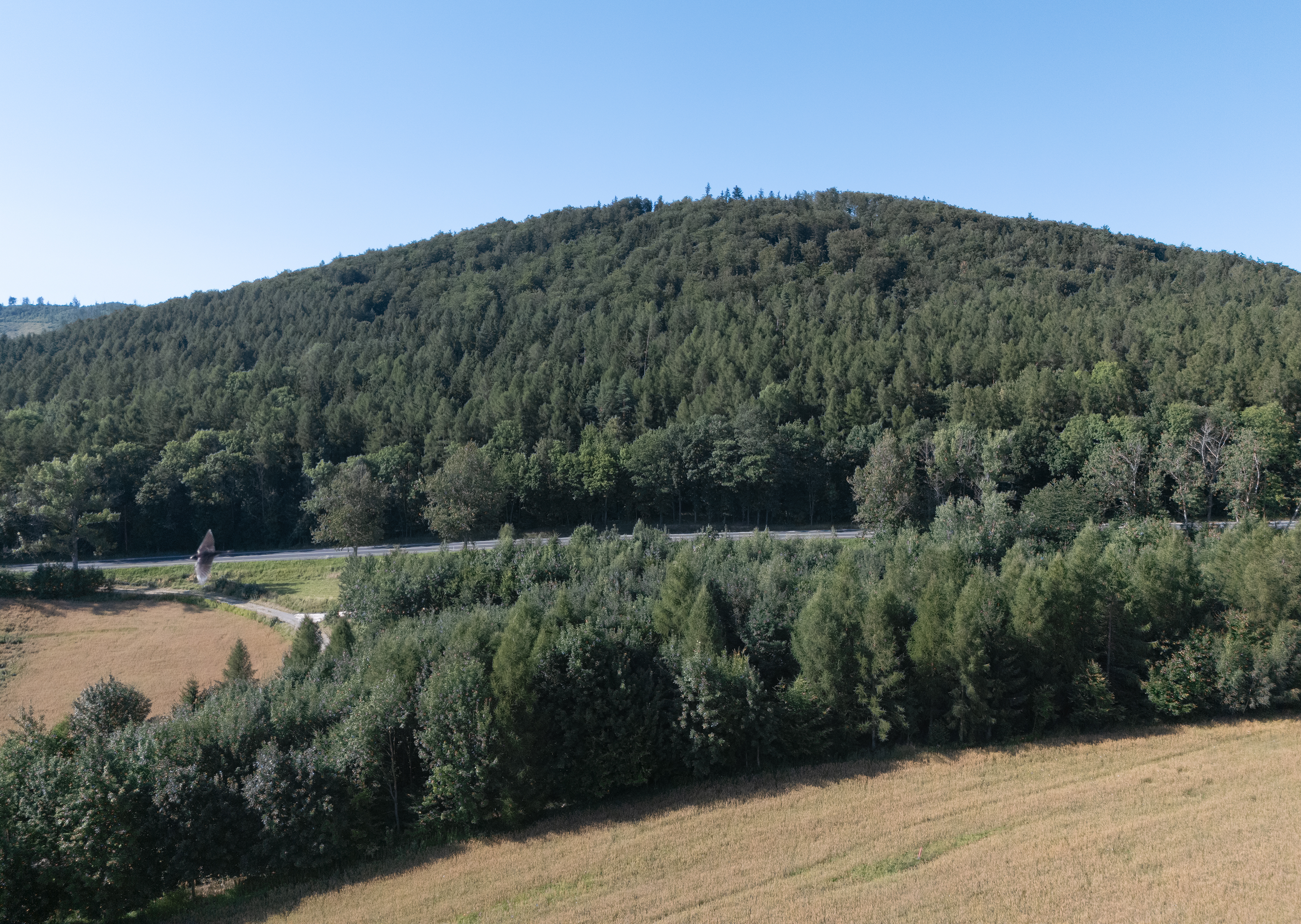
Podzamecka Kopa od południa

Podzamecka Kopa  (niem. Passberg, 615 m n.p.m.) – wzniesienie w południowo-zachodniej Polsce, w paśmie Gór Bardzkich, w Sudetach Środkowych.

## Położenie
Wzniesienie położone jest w Sudetach Środkowych, w południowo-wschodniej części Grzbietu Wschodniego Gór Bardzkich, na końcu grzbietu biegnącego od Kłodzkiej Góry w kierunku południowo-wschodnim. Wznosi się około 0,5 km na północny zachód od Przełęczy Kłodzkej.

## Charakterystyka
Wzniesienie o dość regularnym kształcie i wyraźnie zaznaczonym wierzchołku, tworzące kulminację kopca o stromo opadającym południowym, zachodnim i wschodnim zboczu. Wznosi się na południe od wzniesienia Grodzisko, jako niższa wyraźnie zaznaczona kulminacja, w długim, ramieniu Grzbietu Wschodniego, ciągnącym się od Kłodzkiej Góry w stronę Przełęczy Kłodzkiej. Położenie góry na południowo-wschodnim końcu Gór Bardzkich, pomiędzy Przełęczą Podzamecką i Przełęczą Kłodzką, czyni górę rozpoznawalną w terenie.
Wzniesienie posiada złożoną budowę geolologiczną, ponieważ znajduje się na kontakcie dolnokarbońskiej struktury bardzkiej z intruzywnym górnokarbońskim masywem kłodzko-złotostockim. Wierzchołek i wscchodnie zbocze tworzą granodioryty i tonality, natomiast trzon wzniesienia stanowią dolnokarbońskie piaskowce szarogłazowe i łupki ilaste struktury bardzkiej. W zmetamrfizowanej strefie kontaktowej występuje: granat, kordieryt, korund, a w hornfelsach hercynit. Niższe partie zboczy pokrywają gliny zwałowe i osady deluwialne.
Cały szczyt i zbocza porastają rozległe lasy głównie świerkowe i świerkowo-bukowe, z domieszką innych gatunków drzew liściastych. Ze skraju lasu roztacza się widok, szczególnie na Kotlinę Kłodzką i Góry Złote. Poniżej lasu w kierunku południowo-zachodnim i zachodnim rozciągają się pola i łąki.
Na południowy zachód od szczytu położona jest miejscowość Podzamek.

## Turystyka
Przez szczyt wzniesienia prowadzi szlak turystyczny:
- – niebieski z Barda przez Kłodzką Górę na Przełęcz Kłodzką i dalej[1].